# Scania IT
Scania IT Aktiebolag är ett svenskt IT-företag som arbetar inom systemutveckling, IT-drift och infrastruktur för Scania AB:s globala affärsverksamhet. Företaget är dotterbolag till Scania CV och ägs av Scania AB. Scania IT har cirka 534 anställda och finns representerat i Sverige, Nederländerna, Frankrike, Belgien, Latinamerika och Indien.
Verksamheten är i förlagd i Södertälje, Stockholms län, där även Scaniagruppens huvudkontor finns.